# Fuorcla Starlera
Die Fuorcla Starlera ⓘ (rätoromanisch fuorcla, furschela aus dem lateinischen furcula für ‚kleine Gabel, kleiner Bergübergang‘ und starlera, eine Ableitung vom rätoromanischen sterl für ‚einjähriges Rind‘ aus dem lateinischen sterilis für ‚unfruchtbar‘) ist ein Alpenpass im Schweizer Kanton Graubünden. Mit einer Scheitelhöhe von 2513 m ü. M. verbindet er über die Val Starlera das Averstal im Westen mit dem Oberhalbstein (über die Val Curtegns und die Val Nandro) im Nordosten. Der Pass befindet sich westlich von Mulegns und östlich von Innerferrera.

## Lage und Umgebung

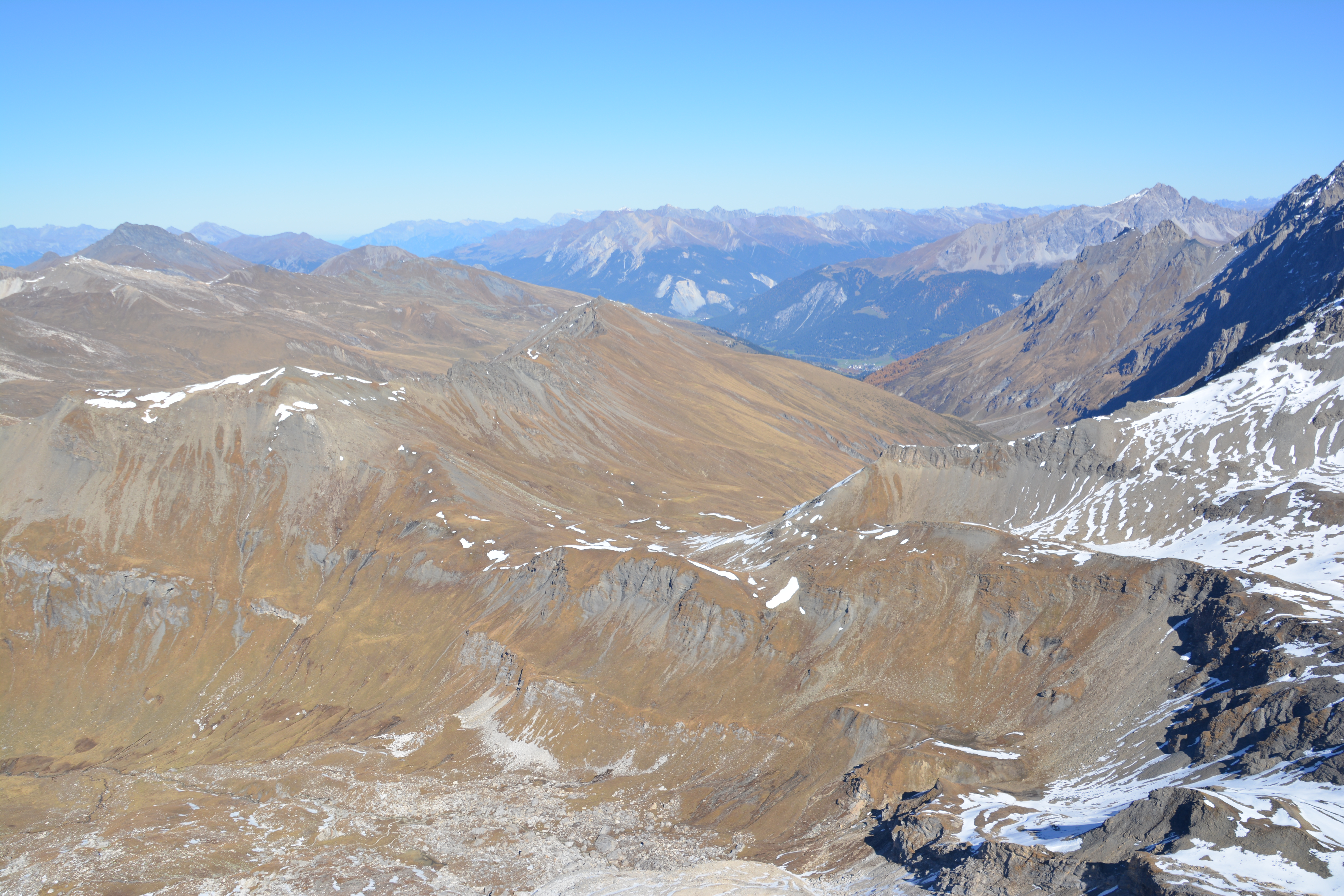
Die Fuorcla Starlera, aufgenommen vom Usser Wissberg. Links befindet sich der Murter, rechts die Fuorcla Curtegns. Die Val Curtegns geht nach hinten weg, die Val Starlera nach vorne.

Die Fuorcla Starlera gehört zur Piz Grisch-Gruppe, einer Untergruppe der Oberhalbsteiner Alpen. Über den Pass verläuft die Gemeindegrenze zwischen Surses und Ferrera. Der Pass wird im Westen durch die Val Starlera, ein Seitental des Averstals, und im Osten durch die Val Curtegns, ein Seitental des Oberhalbsteins, eingefasst. Die Fuorcla Starlera verbindet den Murter (2752 m) im Nordwesten mit dem Piz Cagniel (2975 m) im Südosten.
Vom Pass führt zusätzlich ein Wanderweg nach Südosten zur Fuorcla Curtegns, von wo man durch die Val Gronda und Val Faller nach Mulegns gelangen kann, und ein anderer Wanderweg führt nach Nordwesten über den Murter zur Fuorcla da Saletscha, von wo man durch die Val da Schmorras zur Alp Schmorras gelangt.
Talorte sind Savognin und Innerferrera. Häufige Ausgangspunkte sind Radons in der Val Nandro und Tga in der Val Faller.

## Routen zum Pass

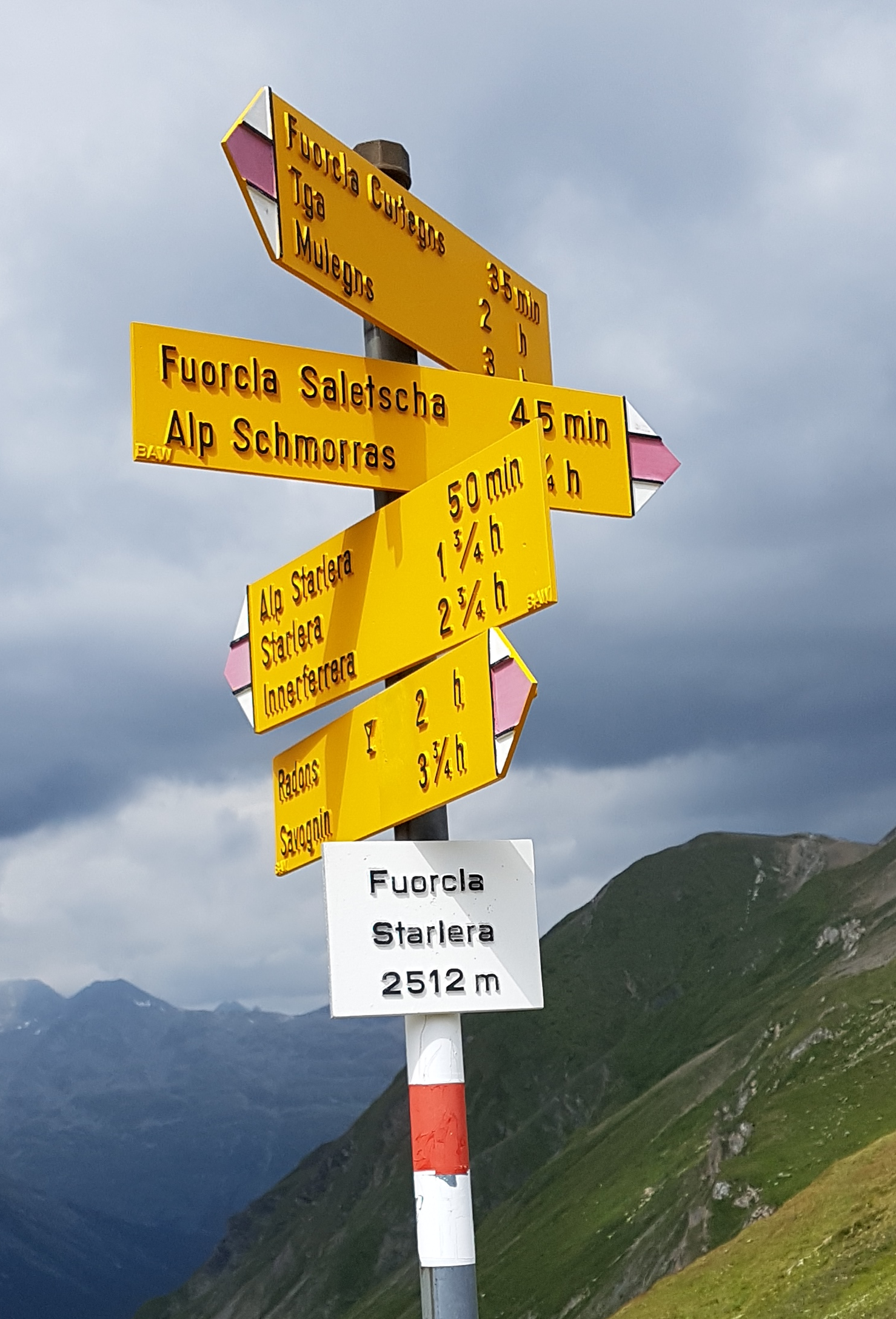
Wegweiser auf der Fuorcla Starlera.

### Durch die Val Curtegns
- Ausgangspunkt: Radons (1893 m)
- Via: Val Curtegns
- Schwierigkeit: B, als Wanderweg weiss-rot-weiss markiert
- Zeitaufwand: 2¼ Stunden

### Durch die Val Starlera
- Ausgangspunkt: Innerferrera (1481 m)
- Via: Val Starlera
- Schwierigkeit: B, als Wanderweg weiss-rot-weiss markiert
- Zeitaufwand: 3½ Stunden

### Über die Fuorcla Curtegns
- Ausgangspunkt: Mulegns (1481 m) oder Tga (1927 m)
- Via: Val Faller, Val Gronda, Fuorcla Curtegns (2657 m)
- Schwierigkeit: B, als Wanderweg weiss-rot-weiss markiert
- Zeitaufwand: 4 Stunden von Mulegns oder 3 Stunden von Tga

### Über die Fuorcla da Saletscha
- Ausgangspunkt: Radons (1893 m)
- Via: Alp Nova, Alp Schmorras, Lai da Schmorras, Fuorcla da Saletscha (2638 m), Murter (2752 m)
- Schwierigkeit: EB
- Zeitaufwand: 3½ Stunden